# 우린 액션배우다
《우린 액션배우다》(영어: Action Boys)는 2008년 개봉한 대한민국의 다큐멘터리 영화이다.

## 캐스팅
- 권귀덕 - 본인 역
- 곽진석 - 본인 역
- 신성일 - 본인 역
- 전세진 - 본인 역
- 권혁 - 본인 역
- 김경민 - 본인 역
- 주용성 - 본인 역
- 김경태 - 본인 역
- 김원중 - 본인 역
- 서승억 - 본인 역
- 구정욱 - 본인 역
- 이철우 - 본인 역
- 정병길 - 본인 역
- 권미영 - 본인 역
- 김원순 - 본인 역
- 김재현 - 본인 역
- 김진원 - 본인 역
- 문경대 - 본인 역
- 박정철 - 본인 역
- 박희민 - 본인 역
- 백원규 - 본인 역
- 서순여 - 본인 역
- 신재웅 - 본인 역
- 오충환 - 본인 역
- 우정제 - 본인 역
- 윤상혁 - 본인 역
- 윤연규 - 본인 역
- 이규완 - 본인 역
- 이용희 - 본인 역
- 이지연 - 본인 역
- 장설하 - 본인 역
- 정희준 - 본인 역
- 월드스포츠센터 수강생들 - 본인 역
- 인천문학정보고등학교 학생들 - 본인 역

## 수상
- 2008년 제9회 전주국제영화제 JIFF 최고인기상
- 2008년 제9회 전주국제영화제 CGV 한국장편영화 개봉지원상
- 2008년 제11회 디렉터스 컷 시상식 올해의 독립영화감독상
- 2009년 제6회 맥스무비 최고의 영화상 최고의 독림영화상